# Visuele analyse (beleggen)
Visuele analyse is een vorm van technische analyse. Men analyseert historische koersgegevens van bepaalde markten of aandelen om toekomstige trends in die markten en aandelen te voorspellen.

## Trendlijnen

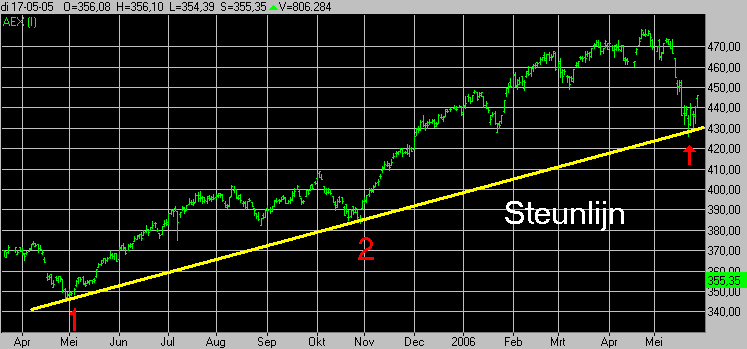
Steunlijn

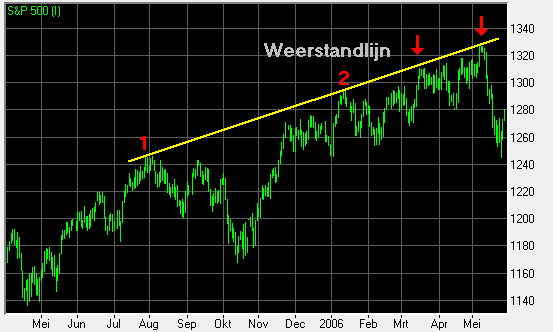
Weerstandlijn

In de visuele analyse wordt de koersgrafiek bestudeerd. Door trendlijnen in de koersgrafiek te tekenen, kunnen steun- en weerstandsniveaus worden bepaald.

### Steun
Een steunniveau wordt bepaald door twee bodempunten in de grafiek met elkaar te verbinden en door te trekken naar de toekomst. 
In de bijgaande afbeelding zijn twee bodempunten aangegeven met 1 en 2. Deze punten zijn verbonden door middel van een lijn. Omdat ervan uit wordt gegaan dat de koers deze lijn niet zal doorbreken wanneer de koers in de buurt komt van deze lijn, wordt dit ook wel de steunlijn genoemd. Als de steunlijn meer bodempunten met elkaar verbindt, wordt verwacht dat het voor de koers moeilijker is om de steunlijn te doorbreken.
Een steun kan zowel van beneden naar boven, van boven naar beneden als horizontaal lopen.

### Weerstand
Een weerstand wordt op dezelfde manier bepaald als een steunniveau. Nu worden alleen de toppen met elkaar verbonden door een z.g.n. weerstandlijn. Er wordt aangenomen dat de koers moeite heeft deze lijn te doorbreken.

### Trendkanaal

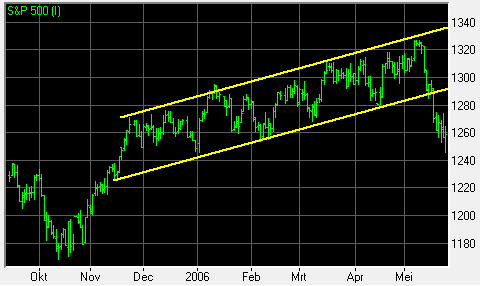
Trendkanaal

Een trendkanaal is een soort tunnel waarin de koers zich beweegt. Aan de bovenkant van het trendkanaal bevindt zich de weerstandslijn en aan de onderkant zit de steunlijn. Deze lijnen zijn evenwijdig aan elkaar. Het verschil tussen de steun- en weerstandslijn wordt ook wel de bandbreedte genoemd.
Een trendkanaal kan drie richtingen hebben, namelijk omlaag, omhoog en horizontaal. Wanneer het trendkanaal horizontaal loopt, wordt dit ook wel de tradingrange genoemd.

## Steun- / weerstanddoorbraak

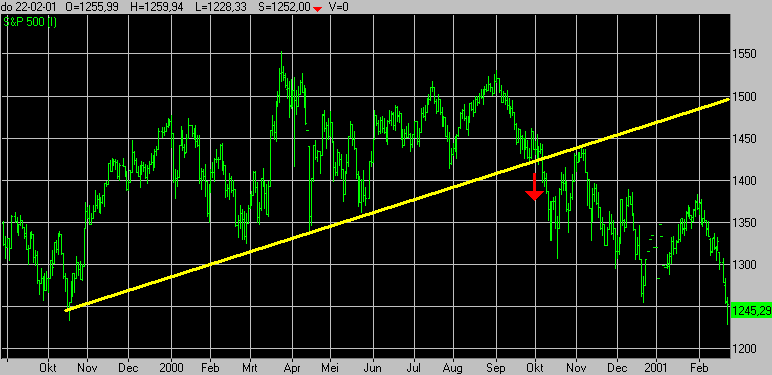
Doorbraak steunlijn

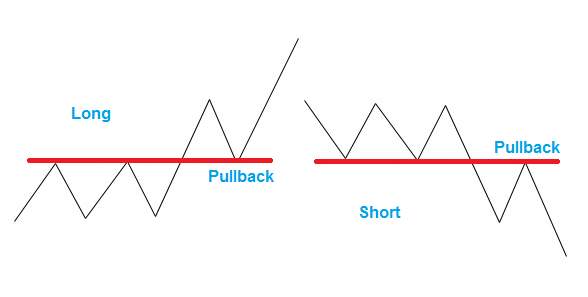
Pullback

Een steun of weerstand kan niet eeuwig standhouden. Een onverwacht nieuwsbericht kan ervoor zorgen dat de koers door een steun of weerstand heen breekt. 
Een dergelijke doorbraak wordt als valide gezien wanneer de koers drie dagen of 3% onder of boven respectievelijk de steun of de weerstand beweegt. Verder is het van belang dat het volume tijdens het doorbreken van het niveau oploopt. Een oplopend volume wil zeggen dat een groter gedeelte van de markt de doorbraak steunt.
Verder is het gebruikelijk dat de koers na een aantal dagen weer terugkomt naar het doorbraakniveau. Dit wordt ook wel een pullback genoemd; de steun wordt dan weerstand. De doorbraak wordt getest, wanneer vervolgens deze weer zijn weg vervolgt (zie bijgaande afbeelding "doorbraak"), wil dat zeggen dat de opgaande trend definitief is verlaten en de weg omlaag open ligt.